# Очокочі

Очокочі («козел-людина») — в грузинській міфології — зле лісове божество.
Згідно з переказами, очокочі був позбавлений дару мови, але звуки його голосу наводили на людей панічний жах. Очокочі мав величезний зріст, з тілом, покритим вовною кольору іржі. У нього були довгі і гострі кігті, а на грудях був сокироподібний виріст, яким очокочі розсікав навпіл своїх супротивників. Вважалося, що убитий пострілом мисливця, він оживав після повторного пострілу.
Були поширені сюжети про те, як очокочі домагався любові лісової цариці Ткаші-мапа.